# Марк Корнелий Малугинский (цензор)
Марк Корнелий Малугинский (лат. Marcus Cornelius Maluginensis; V—IV века до н. э.) — римский политический деятель из патрицианского рода Корнелиев, цензор-суффект в 392 году до н. э. Был избран на эту должность после смерти Гая Юлия Юла и стал единственным цензором-суффектом в истории Римской республики.
Диодор Сицилийский называет Марка Корнелия Малугинского в числе военных трибунов с консульской властью 386 года до н. э. Согласно Капитолийским фастам, у этого магистрата был преномен Сервий. Если прав Диодор, речь может идти о бывшем цензоре.
Фасты называют преномены отца и деда Марка Корнелия — Публий и Марк соответственно.